# Clair de Marmoutier
Pour les articles homonymes, voir Saint Clair et Saint-Clair.
Clair de Marmoutier dit Saint Clair, mort vers 356 ou 396, est un martyr chrétien, saint catholique et orthodoxe, chargé par son compagnon saint Martin du noviciat à l'abbaye de Marmoutier. fêté le 8 novembre.
Sulpice Sévère signale que Clair, accompagné du faux disciple Anatole, s’établit à l’écart, non loin du monastère :
1. « Un certain Clair, jeune homme de haute noblesse qui devint ensuite prêtre, et qu’une sainte mort a maintenant conduit à la béatitude, avait tout abandonné pour se rendre auprès de Martin. En peu de temps, il s’éleva brillamment au comble de la foi et de toutes les vertus.
2. Aussi, comme il s’était construit un ermitage non loin du monastère épiscopal, et que bien des frères demeuraient auprès de lui, un jeune homme du nom d’Anatole, contrefaisant sous couleur de profession monastique tout humilité et toute innocence, s’en vint habiter auprès de lui et mener quelque temps la vie commune avec les autres frères[1]. »

La chapelle Saint-Clair vendue comme bien national sur les bénédictins de Marmoutier en garde peut-être le souvenir.